# La vocación natural
La vocación natural es una pintura al óleo realizada por el pintor peruano Carlos Baca-Flor en 1886.

## Sobre el autor
Carlos Baca-Flor (1869-1941) fue un destacado retratista de la última etapa del siglo XIX e inicios del XX. Tuvo éxito tanto en Perú como en Europa, donde ganó la Medalla de Oro en el Salón de París en 1907.

## Historia
En 1882 ingresó a la Academia de Bellas Artes de Santiago, donde estuvo bajo la dirección de Cosme San Martín, Nicanor Plaza y Florencio Giovanni Mochi. La versatilidad que adquirió, no solo en pintura sino también en escultura, le consiguió el primer premio en los concursos de bustos y estatuas (1883), una medalla especial por dibujos y la medalla de oro (1885).
En 1886, con dieciocho años, ganó el Premio Roma del gobierno chileno por La vocación natural, que consistía en una beca de cinco años para continuar su formación en Italia. Sin embargo, no aceptó el premio por motivos de lealtad a su tierra natal, ya que tras la Guerra del Pacífico ambos países mantenían tensas relaciones. Esta actitud le granjeó las simpatías del ministro plenipotenciario peruano en Chile, Carlos M. Elías de la Quintana, quien informó a su gobierno, consiguiendo que el presidente Andrés A. Cáceres lo invitara a Lima y le otorgara una pensión igual a la del Premio Roma.